# K. C. Clyde
K.C. Clyde (nacido el 2 de mayo de 1980) es un actor estadounidense. Vive en Los Ángeles, con su esposa RaeAnn, y su hijo Craig Clyde. Es miembro de La Iglesia de Jesucristo de los Santos de los Últimos Días.

## Filmografía
- The Legend of Wolf Mountain (1992)
- Wind Dancer (1993)
- Heaven Sent (1994)
- Walking Thunder (1997)
- The Long Road Home (1999)
- The Crow: Salvation (2000)
- Stranger Than Fiction (2000)
- Dumb Luck (2001)
- Firestarter 2: Rekindled (2002)
- Miracle Dogs (2003)
- The Best Two Years (2003)
- Revenge of the Mummy: The Ride (2004)
- Everything You Want (2005)
- The Derby Stallion (2005)
- Friends with Money (2006)
- Something New (2006)
- I'll Always Know What You Did Last Summer (2006)
- Read It and Weep (2006)
- Lightspeed (2006)
- The Untitled Luke Emerald Project (2006)
- The Dance (2007)
- Heber Holiday (2007)
- the wild stallion(2009)
- Christmas Angel (2009)
- Waiting for Forever (2010)
- Once Fallen (2010)
- A Christmas Wish (2010)
- Pelotón (2011)
- Three Holidays Tails (2011)